# Puffinus creatopus
Puffinus creatopus là một loài chim trong họ Procellariidae.